# Basílica de San Juan Evangelista (Stamford)
La Basílica de San Juan Evangelista (en inglés: Basilica of Saint John the Evangelist) Es una iglesia parroquial católica y una basílica menor en Stamford, Connecticut, Estados Unidos. Fue fundada en la década de 1850 y una nueva iglesia fue construida en 1868 para satisfacer las crecientes necesidades de la congregación. Sirve a una congregación multilingüe, incluyendo descendientes de la congregación original.
En 1849, la pequeña comunidad católica de Stamford compró tierras y, el 4 de julio, abrió terreno para la iglesia original de San Juan Evangelista en Meadow Street. Para satisfacer la creciente población católica, una iglesia más grande fue construida en 1868.
La Parroquia de San Juan había sido fundada por inmigrantes católicos irlandeses empobrecidos y con el tiempo sirvió a una congregación de amplios antecedentes. Desde 1890 han comenzado los apostolados para los inmigrantes italianos (1890), los inmigrantes polacos y eslovacos (1900), la comunidad hispana y los católicos haitianos (1972).